# أوستن ماهون
ولد أوستن كارتر ماهون في 4 نيسان عام 1996، وهو مغني بوب أمريكي.
أول أغنية له هي 11:11 وقد لاقت نجاحاً كبيراً.
تأثر ماهون بعدد من الفنانين كتايلور سويفت وفلو رايدا وماريا كاري، وأنواع مختلفة من الموسيقى. تعلم ماهون العزف على الطبول بنفسه، واستغرق في دروس الغيتار عام ونصف.
في عام 2012، ورد اسمه في صحيفة وول ستريت جورنال، حيث أشارت إلى أنه «أبرز المنافسين ليكون جاستن بيبر المقبل».

## معلومات شخصية
توفي والد أوستن عندما كان عمره 16 شهراً، فرعته والدته ميشيل. ارتاد المدرسة الثانوية لفترة وجيزة، لكن سرعان ما أضطر إلى الانقطاع عن المدرسة الثانوية وإكمال دراسته في البيت بسبب شهرته المتنامية.

## انجازاته الفنية حتى الآن
1. 11:11
2. Say Something
3. Say you're just a friend
4. Heart in my hand
5. What about love
وألبومه الأول "The Secret"

## وصلات خارجية
- أوستن ماهون على موقع IMDb (الإنجليزية)
- أوستن ماهون على موقع روتن توميتوز (الإنجليزية)
- أوستن ماهون على موقع ميوزك برينز (الإنجليزية)
- أوستن ماهون على موقع رولينغ ستون (الإنجليزية)
- أوستن ماهون على موقع أول ميوزيك (الإنجليزية)
- أوستن ماهون على موقع ديسكوغز (الإنجليزية)
- أوستن ماهون على موقع قاعدة بيانات الفيلم (الإنجليزية)
- (بالإنجليزية) الموقع الرسمي
- (بالإنجليزية) Austin Mahone/ الموقع على توتير
- (بالإنجليزية) Austin Mahone/ الموقع على اليوتيوب